# Like a Virgin
Like a Virgin este al doilea album de studio înregistrat de cântăreața pop Madonna, lansat în anul 1984. A fost relansat în 1985 în Europa cu „Into the Groove” ca piesă bonus, în urma apariției în filmul Desperately Seeking Susan cu Madonna. A fost vândut în 11 milioane de copii când a fost lansat și aproximativ 24 milioane în toată lumea.

## Istoria albumului
Deși Madonna își dorea încă din toamna anului 1983 să înceapă lucrul la cel de-al doilea album de studio, înregistrările pentru acesta și data de lansare au fost amânate constant datorită succesului pieselor de pe Madonna.

## Premii și recunoașteri

Relansarea albumului în Europa cu piesa „Into the Groove” ca bonus a dus la etichetarea acestuia. În imagine prezentate relansările albumului în Franţa şi Spania.

În unele ţări latino-americane, titlul albumului şi numele pieselor au fost traduse în limba spaniolă, fără o traducere în engleză.

Lansarea albumului în Bulgaria a avut loc în 1988, fiind folosită o imagine din perioada albumului Madonnna pentru copertă, în locul celei obişnuite.

| Anul | Ceremonia            | Premiul                                        | Rezultatul |
| ---- | -------------------- | ---------------------------------------------- | ---------- |
| 2005 | DigitalDreamDoor.com | Greatest 'Female Artists' Albums               | Locul 70   |
| 2007 | Associated Content   | Albums of the 80s                              | —          |
| 2007 | DigitalDreamDoor.com | 100 Greatest Rock Albums Of The '80s           | Locul 13   |
| 2007 | DigitalDreamDoor.com | 100 Greatest Rock Albums                       | Locul 70   |
| 2009 | DigitalDreamDoor.com | Top 5 Albums by Popular Rock Artists - Madonna | Locul 2    |

## Lista pieselor
| #       | Title | Time |
| ------- | --- | ---- |
| 1.      | „Material Girl” Compozitor(i): Peter Brown și Robert Rans Producător(i): Nile Rodgers                     | 4:00 |
| 2.      | „Angel” Compozitor(i): Madonna, Stephen Bray Producător(i): Nile Rodgers                                  | 3:56 |
| 3.      | „Like a Virgin” Compozitor(i): Tom Kelly, Billy Steinberg Producător(i): Nile Rodgers                     | 3:38 |
| 4.      | „Over and Over” Compozitor(i):Madonna, Stephen Bray Producător(i): Nile Rodgers                           | 4:14 |
| 5.      | „Love Don't Live Here Anymore” Compozitor(i):Miles Gregory Producător(i): Nile Rodgers                    | 4:50 |
| 6.      | „Dress You Up” Compozitor(i):Andrea LaRusso, Peggy Stanziale Producător(i): Nile Rodgers                  | 4:01 |
| 7.      | „Shoo-Bee-Doo” Compozitor(i):Madonna Producător(i): Nile Rodgers                                          | 5:16 |
| 8.      | „Pretender” Compozitor(i): Madonna, Stephen Bray Producător(i): Nile Rodgers                              | 4:30 |
| 9.      | „Stay” Compozitor(i):Madonna, Stephen Bray Producător(i): Nile Rodgers                                    | 4:07 |
| 6. (1)  | „Into the Groove” Compozitor(i): Madonna, Stephen Bray Producător(i): Madonna, Stephen Bray               | 4:43 |
| 10. (2) | „Like a Virgin” (remix dance extins) Compozitor(i):Tom Kelly, Billy Steinberg Producător(i): Nile Rodgers | 6:08 |
| 11. (2) | „Material Girl (remix dance extins)” Compozitor(i):Peter Brown și Robert Rans Producător(i): Nile Rodgers | 6:07 |

1. varianta relansată în Europa în anul 1985 conține piesa „Into the Groove” ca bonus, fiind numărul 6 pe album; următoarele piese au coborât câte o poziție, atingând totalul de 10 piese.
2. varianta remasterizată lansată în 2001 conține remixuri dance extinse pentru cântecele „Material Girl” și „Like a Virgin”, cu toate că „Into the Groove” este omis de pe această versiune.